# Refugio Merced de Allpatauca
El refugio privado Merced de Allpatauca es un área natural protegida privada integrada a la red de refugios de la Fundación Vida Silvestre Argentina.

## Toponimia
El refugio toma su nombre de un antiguo asentamiento español, registrado en las primeras décadas del siglo XVII, y posiblemente uno de los más antiguos de la provincia.

## Ubicación
El refugio abarca una superficie de 623 ha sobre la ladera occidental de la sierra de Graciana, a poca distancia de la localidad de San José de Piedra Blanca, en el departamento Fray Mamerto Esquiú, en la provincia de provincia de Catamarca. La ciudad de San Fernando del Valle de Catamarca se encuentra a aproximadamente 10 km del refugio.

## Creación y objetivos
El refugio fue creado en 2004, a partir de un acuerdo entre el propietario de las tierras y la Fundación Vida Silvestre Argentina, con el objeto de preservar los valores biológicos y culturales de un área representativa de ambientes de las ecorregiones chaco seco y chaco serrano. En la provincia de Catamarca, este tipo de ambientes no cuentan con protección estatal provincial o distrital y han sido altamente modificados por la actividad humana. El refugio tiene como objetivos secundarios promover la investigación y las acciones educativas y de concientización.

## Biodiversidad
La cobertura vegetal del refugio es típica del ambiente chaqueño, con especies cuya presencia varía a medida que aumenta la altura sobre las laderas serranas. La zona pedemontana presenta ejemplares de quebracho blanco (Aspidosperma quebracho-blanco), algarrobos (Prosopis sp) y jarillas (Larrea). 
 A medida que se asciende aparecen agrupaciones de especies espinosas de menor porte como el tala (Celtis tala), el garabato (Acacia  praecox),  el tintitaco (Prosopis  torquata) y el teatín (Acacia  furcatispina) y el orco-quebracho (Schinopsis marginata). 

En las zonas más elevadas se encuentran ejemplares de yuchán (Ceiba chodatii) y maitén (Maytenus boaria), que alternan con grandes cardones como el  cardón  del  valle (Trichocereus terscheckii) y el cardón moro (Stetsonia coryne).
La fauna propia del refugio incluye felinos como el puma (Puma concolor), el gato montés (Leopardus geoffroyi), cérvidos como la corzuela parda (Mazama gouazoubira), batracios y reptiles como la ranita llorona (Physalaemus biligonigerus), el escuercito común (Odontophrynus americanus), la lagartija cola roja (Cnemidophorus longicaudus), y la iguana colorada (Tupinambis  rufescens).

Se han observado ejemplares de las aves conocidas vulgarmente como carpintero del cardón (Melanerpes  cactorum), pepitero de collar (Saltator aurantiirostris), crespín (Tapera naevia), monterita cabeza negra (Poospiza melanoleuca) y calandrita (Stigmatura budytoides).

En cercanías al refugio se ha registrado la presencia de ejemplares de cuervillo de cañada (Plegadis chihi), carpintero real (Colaptes melanochloros), halcón plomizo (Falco femoralis), zorzal chiguanco (Turdus chiguanco) y chingolo (Zonotrichia capensis).